# Simon J. Schermerhorn
Pour les articles homonymes, voir Schermerhorn (homonymie).
Simon Jacob Schermerhorn (25 septembre 1827, Rotterdam (New York) - 21 juillet 1901, même lieu), est un homme politique américain.

## Biographie
Il devient membre de la New York State Assembly en 1862, puis de la Chambre des représentants des États-Unis en 1893.

## Sources
- (en) Cet article est partiellement ou en totalité issu de l’article de Wikipédia en anglais intitulé « Simon J. Schermerhorn » (voir la liste des auteurs).